# Волокитино (Курська область)
Волокитино (рос. Волокитино) — присілок в Хомутовському районі Курської області Російської Федерації.
Населення становить 17 осіб. Входить до складу муніципального утворення Вільхівська сільрада.

## Історія
Населений пункт розташований на території українського етнічного та культурного краю Східна Слобожанщина.
Від 2004 року входить до складу муніципального утворення Вільхівська сільрада.

## Населення
1. Н/Д[2]